# Bible moralisée de Philippe le Hardi
La Bible moralisée dite de Philippe le Hardi est une bible moralisée enluminée faite par les frères de Limbourg vers 1402-1404 conservée à la Bibliothèque nationale de France.

## Historique et attribution
Cette bible est, par son texte, la copie d'une autre bible moralisée, celle réalisée pour le roi Jean II le Bon actuellement elle aussi conservée à la Bibliothèque nationale de France (Français 167). Or, ce dernier manuscrit appartient au début du XVe siècle à son fils, Philippe II de Bourgogne. En février 1402, Philippe II de Bourgogne prend à son service Pol et Jean de Limbourg « pour parfaire les histoires d'une tres belle et notable Bible que avoit nagaires fait encommencier le dit seigneur », selon les comptes du duc de Bourgogne. Paul Durrieu y voit donc cette bible moralisée,. 
Juste avant de disparaître, le duc, satisfait de l'avancée du travail, leur verse 1 200 francs aux deux frères ainsi qu'une prime de 10 écus d'or. Cette somme est considérable par rapport au travail réellement effectué. À la mort du duc, le 27 avril 1404, les peintres n'ont réalisé que le trois premiers cahiers (f.1-24v) soit 200 miniatures et entamé le quatrième (f.25-32v), alors que si la bible avait été achevée, elle aurait atteint le nombre de 5 000 miniatures. Voilà pourquoi certains historiens se demandent si la bible mentionnée dans les comptes du duc et réalisée par les frères de Limbourg ne serait pas une autre bible, achevée celle-ci mais qui aurait aujourd'hui disparu. 
En 1430, les cahiers non reliés du manuscrit sont localisés à Angers. Le travail d'enluminure y reprend à l'initiative de René d'Anjou. Mais seuls de petits morceaux épars sont alors réalisés. Deux cahiers sont achevés par deux peintres angevins : le Maître de Jouvenel et le Maître du Boccace de Genève. Le premier se concentre sur le cinquième cahier et le deuxième le sixième. Le manuscrit est peut-être relié entre les deux peintres. Un troisième peintre, identifié au Maître de Jeanne de Laval, intervient pour peindre les visages laissés inachevés par les frères Limbourg. 
Enfin, le manuscrit entre en possession d'Aymar de Poitiers, grand sénéchal de Provence de 1483 à 1488. Il demande à l'ancien peintre du roi René, Georges Trubert, de faire quelques essais dans le sixième cahier. Le reste des travaux exécutés sont réalisés par des peintres provençaux anonymes. Le manuscrit, dont seulement 21 cahiers sont achevés d'être enluminés sur 40, est décrit dans la bibliothèque royale du château de Blois.

## Description
Chaque folio du manuscrit comporte huit miniatures, sur deux colonnes accompagnées chacune d'un texte. Ce texte est la copie de celui présent dans la bible moralisée de Jean le Bon et les images des frères de Limbourg reprennent la composition des miniatures de ce manuscrit. Dans les trois premiers cahiers réalisés par les Limbourg, le cadre des miniatures alternent entre polylobes pour les scènes de l'Ancien testament et architectures faites de colonnes et de linteaux pour leur moralisation. Alors que les premières images imitent les grisailles du manuscrit servant de modèle, progressivement, la couleur est introduite et se fait de plus en plus chatoyante. Une grande miniature à la plume en pleine page représentant saint Jérôme à l'étude, introduit le manuscrit. Elle est attribuée à un suiveur des frères de Limbourg.

## Postérité et influence
Les frères de Limbourg reprennent dans leurs manuscrits suivant des motifs déjà présent dans cette bible. Le personnage d'Adam, en position agenouillée, elle-même inspirée peut-être de la statue d'un Perse agenouillé conservée à la galerie des Candélabres des musées du Vatican, est reprise dans la miniature du Paradis terrestre des Très Riches Heures du duc de Berry (f.25).
D'autres peintres reprennent des motifs de l'ouvrage. Le Maître de Rohan s'inspire du décor architecturé de la miniature d'introduction pour une représentation de la Vierge dans  le Livre d'heures d'Isabelle Stuart. Pisanello reprend de la même miniature deux motifs dans certaines de ses œuvres. Il aurait pu consulter l'ouvrage à l'occasion du séjour en Italie du roi René d'Anjou.

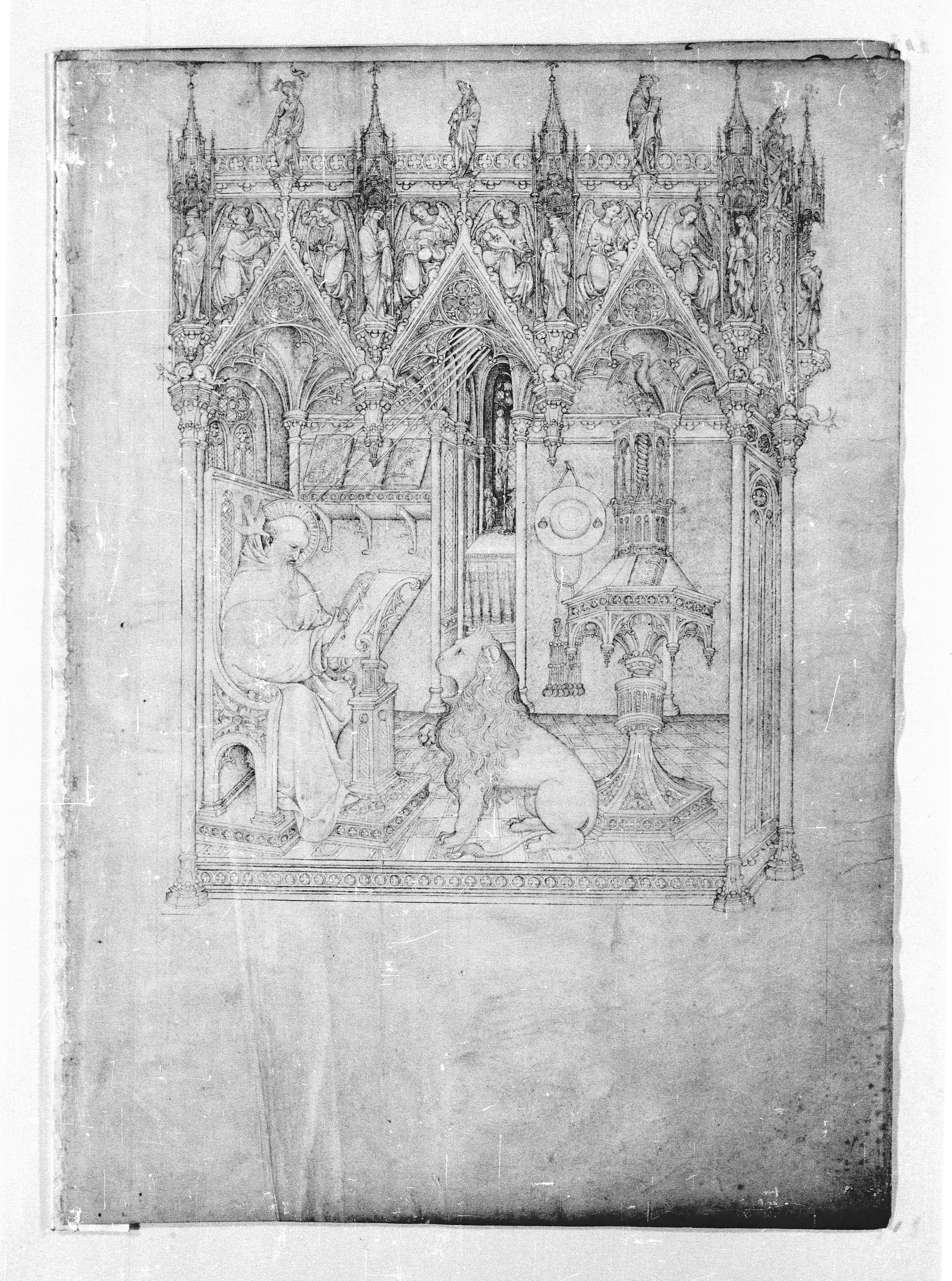
Page de garde de la bible moralisée : Saint Jérôme à l'étude.
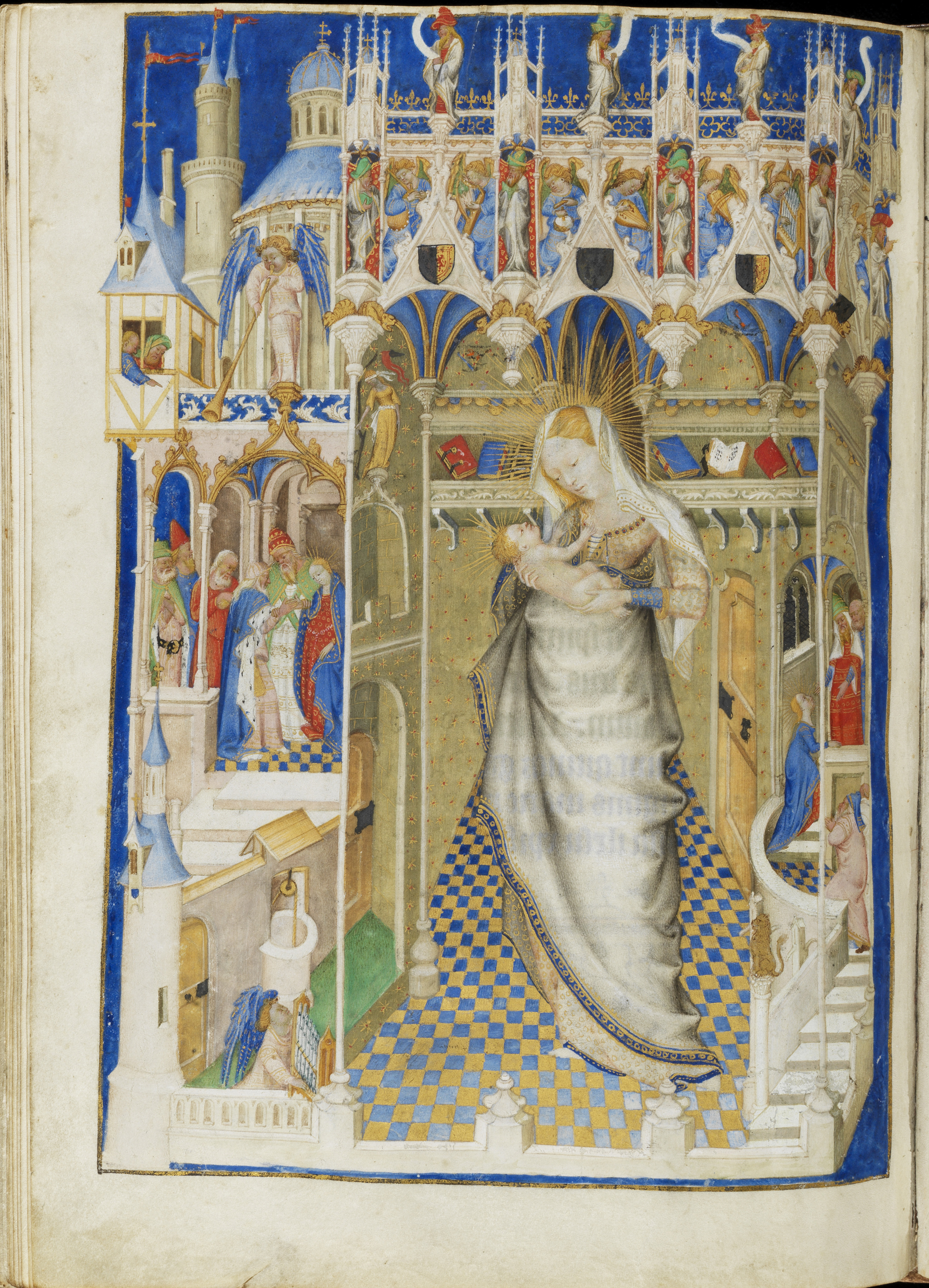
Livre d'heures d'Isabelle Stuart, Vierge à l'enfant, f.141v.